# 縱帶巨牙天竺鯛
縱帶巨牙天竺鯛（學名：Cheilodipterus artus），又名縱帶巨齒天竺鯛、大面側仔、大目側仔，為輻鰭魚綱鈎頭魚目天竺鯛科巨牙天竺鯛屬下的一个种。分布於印度太平洋區，從東非至土阿莫土群島，北至琉球群島，南迄澳洲大堡礁海域，深度3至158公尺，本魚體延長，呈長橢圓形，略側扁，頭大、眼大、口大且斜裂，具犬齒，鋤骨和腭骨通常具齒，舌上無齒，幼魚的尾柄上有一個小黑點，周圍有一個大金色斑點，體色淡紫色或淺灰色，體側有八個紅棕色縱條紋，尾鰭基部呈黑色至褐色，背鰭硬棘7枚、背鰭軟條9枚、臀鰭硬棘2枚、臀鰭軟條8枚，體長可達18.7公分，棲息在有遮蔽的近海珊瑚礁及潟湖，成小群活動，屬肉食性，以小魚為食，繁殖期時，雄魚具有口孵習性，卵約7日化成仔魚，由雄魚吐出，具短暫的仔魚飄浮期，生活習性不明。